# Stagmatoptera hyaloptera
Stagmatoptera hyaloptera — вид насекомых из семейства настоящих богомолов (Mantidae).

## Распространение
Встречается в Аргентине, Боливии, Бразилии, Французской Гвиане, Парагвае и Венесуэле.

## Описание
Длина тела от 5 до 8 см, окрас красновато-зеленый. Обычно его можно найти на полях и болотах на растениях. Эти насекомые активны в течение дня. Они маскируются для охоты на различных насекомых, таких как пчелы, осы, тараканы, сверчки и кузнечики. Размножение обычно происходит осенью. До, во время или после совокупления самка может полностью или частично съесть самца. Оотеки обычно откладываются на ветках, а нимфы созревают в течение одного года.